# Ū
Cette page contient des caractères spéciaux ou non latins. S’ils s’affichent mal (▯, ?, etc.), consultez la page d’aide Unicode.
Ū (minuscule : ū), appelé U macron, est un graphème utilisé dans les écritures de l’ewondo, du letton, du lituanien, du live, du nahuatl, de l’ogba, du same d'Ume, du yoruba, et de certaines langues polynésiennes comme l’hawaïen, le maori des îles Cook, le maori de Nouvelle-Zélande, le marquisien, le marshallais, le samoan, le tahitien, le tokelau, ou le tongien, ainsi que dans certaines translittérations en écriture latine. Il s'agit de la lettre U diacritée d'un macron.

## Utilisation
En letton, « ū » représente un u long. Il s'agit d'une lettre à part entière, placée entre le U et le V dans l'ordre alphabétique.
En lituanien, « ū » représente un u long. Les autres voyelles longues sont indiquées par un ogonek : ą, ę, į et également ų (o est toujours une voyelle longue).
Dans plusieurs langues polynésiennes, « ū » représente un u long.
Le caractère est également utilisé dans certains systèmes de romanisation, comme le système Hepburn pour le japonais. Elle représente en général un u long. En pinyin, « ū » indique un ton haut.
En paléographie on a identifié l'usage du « ū » comme abréviation utilisée par les scribes pour écrire plus rapidement dans les manuscrits en moyen anglais. Il indique alors l'absence d'un « m » ou « n ».

## Représentations informatiques
Le U macron peut être représenté avec les caractères Unicode suivants :
- précomposé (latin étendu A) :

| formes    | représentations | chaînes de caractères | points de code | descriptions                     |
| --------- | --------------- | --------------------- | -------------- | -------------------------------- |
| capitale  | Ū               | Ū                     | U+016A         | lettre majuscule latine u macron |
| minuscule | ū               | ū                     | U+016B         | lettre minuscule latine u macron |

- décomposé (latin de base, diacritiques) :

| formes    | représentations | chaînes de caractères | points de code | descriptions                                 |
| --------- | --------------- | --------------------- | -------------- | -------------------------------------------- |
| capitale  | Ū               | U◌̄                    | U+0055 U+0304  | lettre majuscule latine u diacritique macron |
| minuscule | ū               | u◌̄                    | U+0075 U+0304  | lettre minuscule latine u diacritique macron |